# La Chapelle-Fleurigné
La Chapelle-Fleurigné ist eine französische Gemeinde mit 2430 Einwohnern (Stand 1. Januar 2022) im Département Ille-et-Vilaine in der Region Bretagne. Die Gemeinde gehört zum Arrondissement Fougères-Vitré und ist Mitglied im Gemeindeverband Fougères Agglomération.

## Gemeindegliederung

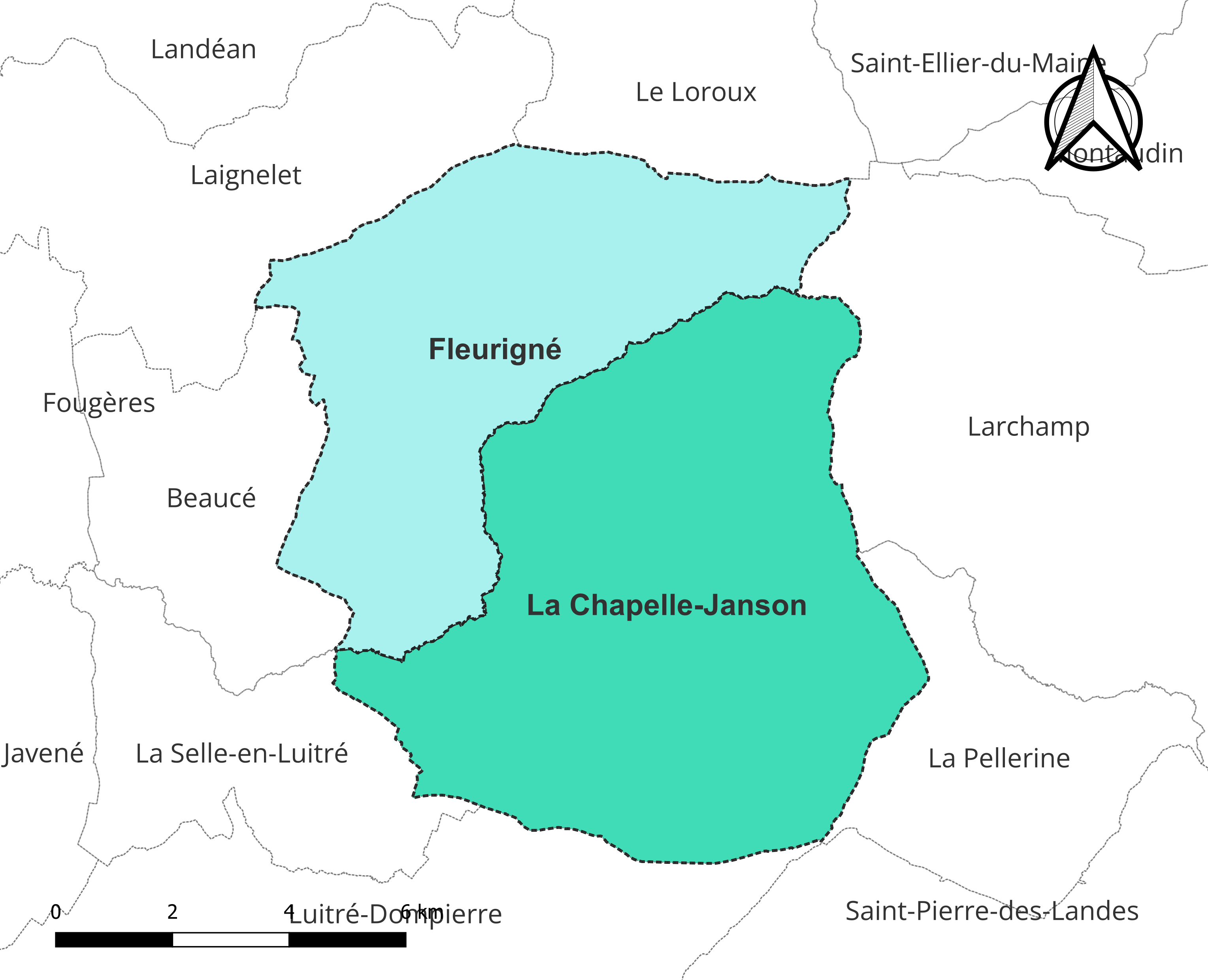
Gemeindegliederung

Sie entstand mit Wirkung vom 1. Januar 2024 als Commune nouvelle durch Zusammenlegung der bis dahin selbstständigen Gemeinden Fleurigné und La Chapelle-Janson, die fortan den Status von Communes déléguées besitzen. Der Verwaltungssitz befindet sich in La Chapelle-Janson.
| Commune déléguée                     | Ehemaliger INSEE-Code | PLZ   | Fläche (km²) | Einwohnerzahl (2022) |
| ------------------------------------ | --------------------- | ----- | ------------ | -------------------- |
| La Chapelle-Janson (Verwaltungssitz) | 35062                 | 35133 | 26,96        | 1.501                |
| Fleurigné                            | 35112                 | 35133 | 18,17        | 0929                 |

## Geografie
La Chapelle-Fleurigné liegt am nordöstlichen Rand des Départements an der Grenze zum benachbarten Département Mayenne etwa 50 Kilometer nordöstlich von Rennes und etwa acht Kilometer östlich von Fougères. Die Rivière de la Motte d’Yné, ein Nebenfluss des Couesnon, durchquert das Gebiet der Gemeinde. Das Flüsschen La Montromérie entspringt auf dem Gemeindegebiet, durchquert es, bevor es dort in die Rivière de la Motte d’Yné mündet.
Umgeben wird La Chapelle-Fleurigné von den sieben Nachbargemeinden:
| Laignelet          | Le Loroux                                   |                        |
| Beaucé             | Kompassrose, die auf Nachbargemeinden zeigt | Larchamp (Mayenne)     |
| La Selle-en-Luitré | Luitré-Dompierre                            | La Pellerine (Mayenne) |

## Sehenswürdigkeiten
| Name                | Ort                | Bemerkungen                                                                 | Bild |
| ------------------- | ------------------ | --------------------------------------------------------------------------- | ---- |
| Kirche Saint-Lézin  | La Chapelle-Janson | 15./16. Jahrhundert mit den Fenstern Verkündigung des Herrn und Tod Mariens |      |
| Kirche Saint-Martin | Fleurigné          | 17. Jahrhundert, seit 1931 als Monument historique eingeschrieben           |      |

## Bildung
Die Gemeinde verfügt über eine private Vor- und Grundschule „Saint-Joseph“ (École primaire) in Fleurigné und über eine private Grundschule „Saint-Lézin“ (École élémentaire) in La Chapelle-Janson.

## Sport und Freizeit
Der GR 37 „Cœur de Bretagne“, ein Fernwanderweg von Le Mont-Saint-Michel nach Camaret-sur-Mer, durchquert das Gemeindegebiet.

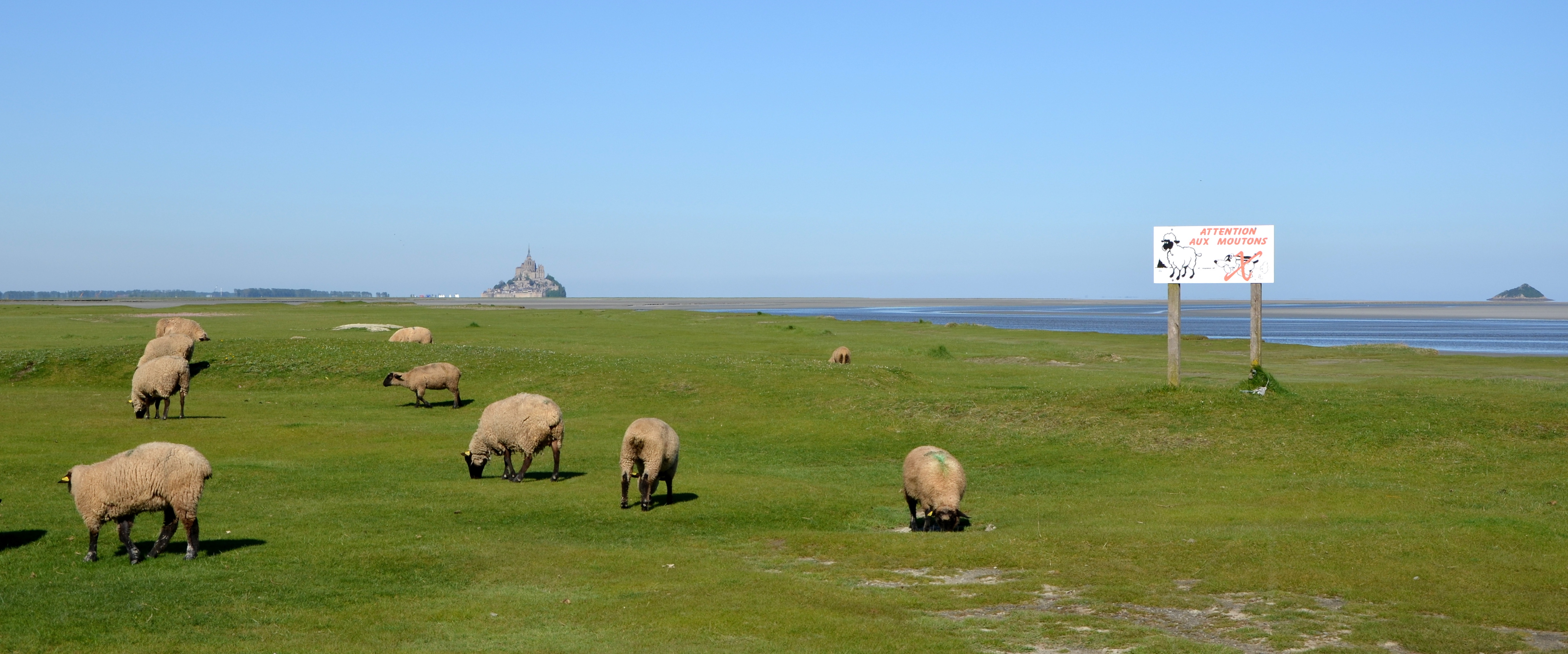
Schafe auf den Salzwiesen des Mont-Saint-Michel

## Wirtschaft
La Chapelle-Fleurigné liegt in den Zonen AOC
- des Fleischs von Lämmern der Salzwiesen (Prés-salés du Mont-Saint-Michel) und
- des bretonischen Whiskys.[4]

## Verkehr
Der Ortsteil Fleurigné liegt an der Route nationale 12, die die Gemeinde mit dem nahen Fougères über Beaucé im Westen und mit Ernée über La Pellerine im Osten verbindet. Weitere regionale Straßenverbindungen bestehen mit den anderen Nachbargemeinden.

## Persönlichkeiten
- Joseph Groussard (* 1934), französischer Radrennfahrer, geboren in La Chapelle-Janson
- Georges Groussard (* 1937), französischer Radrennfahrer, geboren in La Chapelle-Janson